# Aegotheles bennettii
El egotelo barrado o  egotelo franjeado  (Aegotheles bennettii) es una especie de ave caprimulgiforme de la familia Aegothelidae que habita en Nueva Guinea.

## Distribución y hábitat
Ocupa principalmente las selvas de la zona oriental de la isla de Nueva Guinea, perteneciente a Papúa Nueva Guinea, aunque también hay poblaciones en la zona oeste, que forma parte de Indonesia, además de un par de pequeñas islas cercanas, Goodenough y Fergusson.